# Zaeera detzneri
Zaeera detzneri är en skalbaggsart som beskrevs av Kriesche 1923. Zaeera detzneri ingår i släktet Zaeera och familjen långhorningar. Inga underarter finns listade i Catalogue of Life.